# Canal de Serós
El canal de Serós es una infraestructura hidráulica destinada al transporte de agua para su posterior aprovechamiento hidroeléctrico. Su inicio se sitúa en el comienzo del tramo urbano del río Segre, a su paso por la ciudad de Lérida, y finaliza tras recorrer 24,51 km en una central hidroeléctrica de 44 600 kW de potencia situada en el término municipal de Aitona, en la provincia de Lérida, Cataluña.
El agua se capta del canal de Balaguer, una infraestructura muy similar que finaliza en la ciudad de Lérida y que a su vez capta agua del río Segre, y vuelve al río Segre después de recorrer aproximadamente 1000 m por un pequeño valle conocido como el "desagüe". En el trayecto desde Balaguer hasta Aitona, el agua del Segre pasa por tres centrales hidroeléctricas, dos en el canal de Balaguer, la de Termens y la de Lérida, con una potencia de 12 000 kW cada una, y la tercera ya en este canal, en Aitona, produciéndose en total 68 000 kW de electricidad.
Aparte de su utilidad industrial, sirve también de captación de agua para abastecimiento de algunas de las poblaciones que atraviesa, como Torres de Segre. También parte del agua se libera a la llamada acequia de Torres, en el término de Albatarrech, utilizada para riego en la zona.

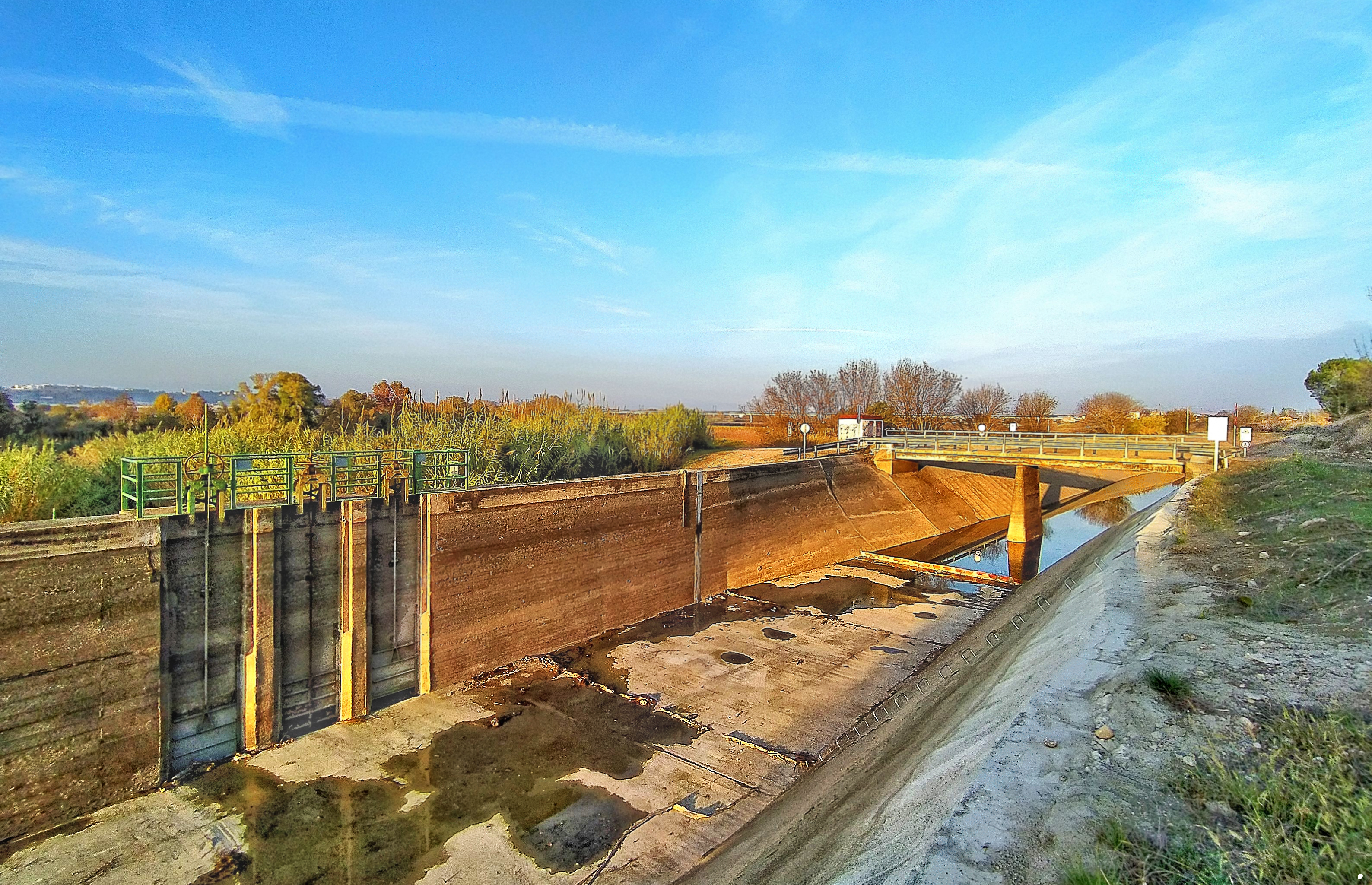
Canal de Serós (Albatàrrec-Lleida)